# Ortomolibdato de amônio
Ortomolibdato de Amônio é um composto inorgânico de fórmula química (NH4)2MoO4. 